# Martnaham Loch
Martnaham Loch är en sjö i Storbritannien.   Den ligger i riksdelen Skottland, i den centrala delen av landet, 500 km nordväst om huvudstaden London. Martnaham Loch ligger 122 meter över havet.  Trakten runt Martnaham Loch består i huvudsak av gräsmarker.